# أنغواسنا سومتاكا
أنغواسنا سومتاكا (بالإنجليزية: Angwusnasomtaka)‏ الأم الغراب. وهي وويا wuya، وشخصية كاتشينية kachina (الروح السلفية عند هنود الشمال) للأمومة. وتعتبر الأم النمطية لكل أرواح الأسلاف (الكاتشينات). وأثناء التنسيب فإنها تقود احتفال التنسيب للأولاد الصغار. وهي أيضا تقوم بسوط المنتسبين بأغصان الزنبق. وتقود عادة أرواح الأسلاف الأخرى في الاحتفال، وتحمل عرانيس الذرة ونبات الفاصولياء رمزا للخصب والحظ الطيب للفصل الجديد القادم.

## معرض صور

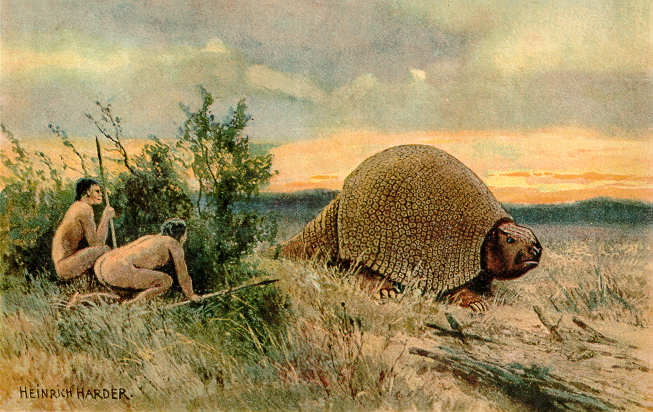
رسم توضيحي للسكان الأصليين وهم يصطادون غليبتودون.
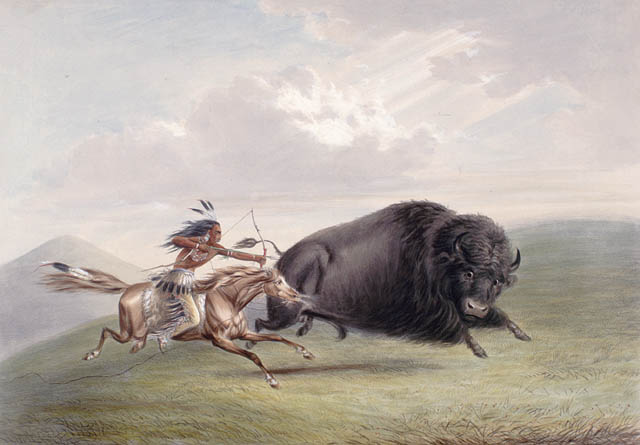
مطاردة البيسون يصورها جورج كاتلين.
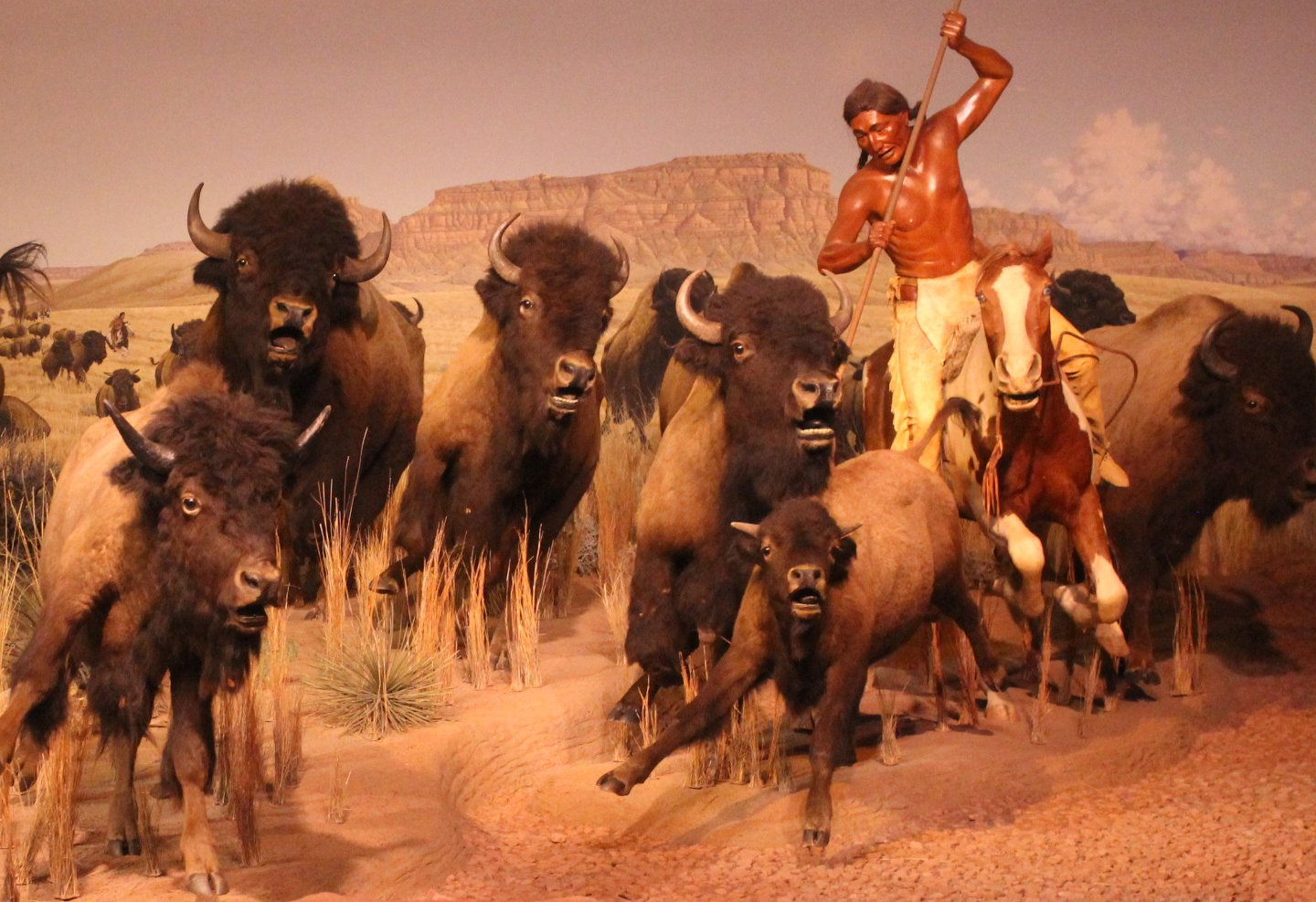
مطاردة حيوان البيسون من قبل أحد السكان الأصليين.
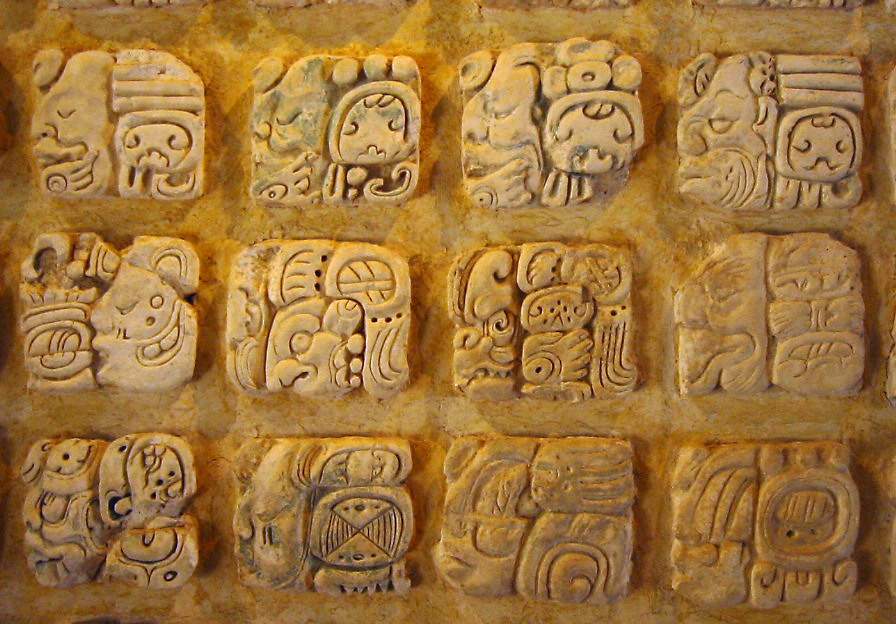
صورعلى الجص من المايا في متحف Sitio في بالينكو، المكسيك.
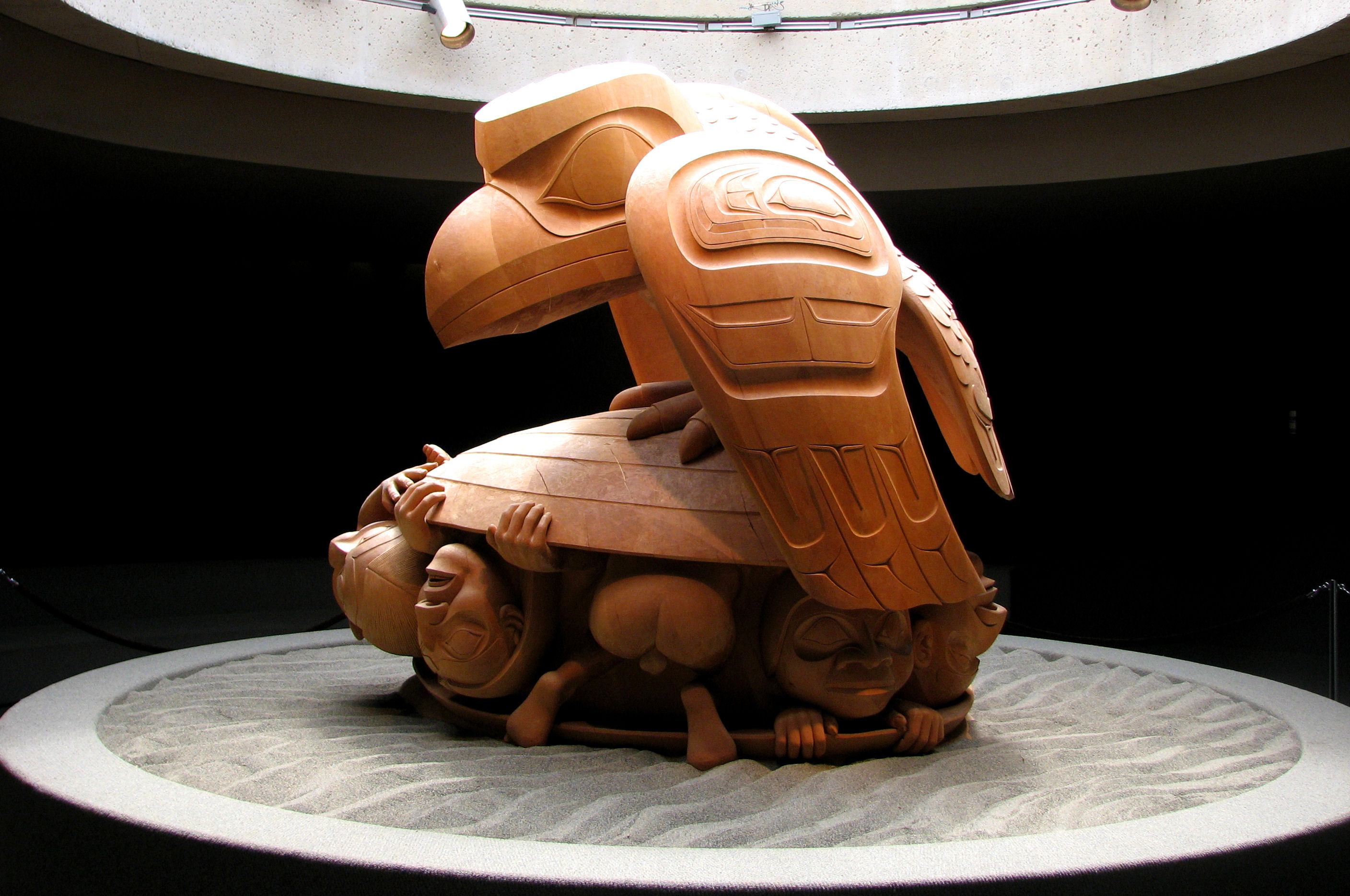
الغراب والرجل الأول. يمثل الغراب شخصية المحتال المشترك في العديد من الأساطير.